# Wahlkreis Angus and Perthshire Glens
Der Wahlkreis Angus and Perthshire Glens ist ein Wahlkreis (englisch constituency) für die Wahl eines Abgeordneten des britischen Unterhauses (House of Commons).

## Ergebnisse

### Parlamentswahl 2024
| Kandidaten           | Kandidaten           | Parteien                | Stimmen | %    |
| -------------------- | -------------------- | ----------------------- | ------- | ---- |
|                      | Dave Doogan          | Scottish National Party | 19.142  | 40,4 |
|                      | Stephen Kerr         | Conservative Party      | 14.272  | 30,1 |
|                      | Elizabeth Carr-Ellis | Labour Party            | 6.799   | 14,4 |
|                      | Kenneth Morton       | Reform UK               | 3.246   | 6,9  |
|                      | Claire McLaren       | Liberal Democrats       | 3.156   | 6,7  |
|                      | Dan Peña             | unabhängig              | 733     | 1,5  |
| Gesamt               | Gesamt               | Gesamt                  | 47.348  | 100  |
|                      |                      |                         |         |      |
| Ungültige Stimmen    | Ungültige Stimmen    | Ungültige Stimmen       | 224     | 0,5  |
| Wähler               | Wähler               | Wähler                  | 47.572  | 62,0 |
| Wahlberechtigte      | Wahlberechtigte      | Wahlberechtigte         | 76.668  |      |
|                      |                      |                         |         |      |
| Quelle: UK Parlament |                      |                         |         |      |